# Generaldirektion Nachbarschaftspolitik und Erweiterungsverhandlungen
Die Generaldirektion Europäische Nachbarschaftspolitik und Erweiterungsverhandlungen (NEAR) ist eine Generaldirektion der Europäischen Kommission. Sie ist dem Kommissar für Erweiterung und Europäische Nachbarschaftspolitik zugeordnet, seit 2019 ist dies Olivér Várhelyi. Leiter der Generaldirektion ist seit 2023 Gert Jan Koopman.
Diese Generaldirektion der Kommission verantwortet die Erweiterung der Europäischen Union und hält die Beziehungen in östliche und südliche Nachbarländer der EU. Sie verantwortet weiterhin die Beziehungen zu den Mitgliedsländern des Europäischen Wirtschaftsraums und der Europäischen Freihandelsassoziation in Fragen, die Kommissionsmaßnahmen betreffen.

## Direktionen
Die Generaldirektion gliedert sich in folgende sechs Direktionen:
- Direktion A: Ressourcen
- Direktion B: Südliche Nachbarstaaten
- Direktion A: Strategie und Türkei
- Direktion C: Östliche Nachbarstaaten
- Direktion D: Westliche Balkanstaaten
- Direktion SGUA: Unterstützungsgruppe Ukraine